# Stjepan Radić
Stjepan Radić (Radics István) (Desno Trebarjevo, 1871. május 11. – Zágráb, 1928. augusztus 8.) horvát politikus, a Horvát Parasztpárt első elnöke.

## Ifjúsága
Már ifjú korában érdekelte a politika. A politika miatt kizárták a zágrábi gimnáziumból és magántanulóként Károlyvárosban érettségizett le. 1891-ben beiratkozott a zágrábi jogi karra, de 1893-ban négy hónapra elítélték, mert bírálta Khuen-Héderváry Károly bán politikáját. Két évvel később ismét elítélték, ezúttal hat hónapot kapott.

## Munkássága
1895-ben a zágrábi Josip Jelačić téren elégette a magyar zászlót és emiatt kidobták az egyetemről. Ezután Prágában és Bécsben folytatta tanulmányait. A következő évben Oroszországba utazott, 1897-1899 között Párizsban befejezte a politikai iskolát. Ekkor Prágába költözött és együttműködött a cseh lapokkal. Prágából Zimonyba költözött, és ott a cseh, francia és orosz lapoknak segédkezett.
1904-ben Antun bátyjával megalapították a Horvát Népi Parasztpártot (HPSS – Hrvatska pučka seljačka stranka), amely a Horvát Száborban kilenc mandátumot szerzett. 1920-ban a párt neve Horvát Republikánus Parasztpárt lett (HRSS – Hrvatska republikanska seljačka stranka). 1923 júliusában Londonban, Bécsben és Moszkvában is járt.
1922-ben hozott határozatából idézve: „Horvátország politikai függetlensége jogilag sosem volt megszakítva, s  valójában Horvátország mindig állam volt, amely különálló területtel rendelkezett, és saját kormánya volt. (…) A horvát országgyűlés 1918. október 29-én kifejezte óhaját, hogy Szerbia és Montenegró királysággal kíván közös államalakulatban részt venni… A szerb politikusok meghiúsították ezeket a szándékokat, miután 1918. december 1-jén egyoldalúan kikiáltották a Szerb~Horvát–Szlovén királyságot, habár ehhez a lépésükhöz sem a horvát országgyűlés, sem a horvát nép hozzájárulását nem kérték ki.”
Radić szenvedélyes támadásaival sokat kellemetlenkedett Belgrádnak. 1928-ban mondta a parlamentben: "Valóságos pokolban élünk! A magyarok mindig gavallérosan bántak velünk, most ennek az ellenkezője történik. A csendőrség terrorja elbírhatatlan, holott ez a régi monarchiában kiválóan működött. (…) a régi kitűnő közigazgatás ma balkánizálva, macedonizálva van."

## Személyisége
Rendkívül színes, de provokatív személyiség volt. Nagyszerű vitakészséggel bírt, de ugyanakkor rendkívül sértően vitatkozott, gyakran megalázta vitapartnereit. Szélsőséges reakciók jellemezték, például egész életében a királyság ellen harcolt, 1925-ben azonban közoktatási tárcát vállalt ugyanabban a királyságban.

## Halála
1928. június 20-án udvarhű és a radikális Puniša Račić meglőtte Pavle Radićot, Đuro Basaričekot Stjepan Radićot. Stjepan Radić 1928. augusztus 8-án halt meg Zágrábban.

## Emlékezete
A független Horvátországban több utcát, teret, közintézményt is elneveztek róla. Szobrokat is állítottak emlékére. 1993-ban a 200 kunásra az ő képét nyomtatták rá.